# Битви під Венденом (1577—1578)
Битви під Венденом — це серія битв за контроль над Венденським замком (тепер — Цесіс, Латвія), які відбулися протягом Лівонської війни в 1577—1578 роках. Король Лівонії Магнус взяв місто в облогу у серпні 1577 року, але його було усунуто та замінено військом московського царя Івана IV, який невдовзі пограбував місто та замок. Польсько-литовські сили відібрали твердиню у листопаді і відбили контратаку московських сил у лютому 1578 року.
У жовтні 1578 року армія Московського царства знову взяла місто в облогу, але програла меншим за чисельністю шведсько-німецько-польським силам. Це стало поворотним моментом у Лівонській війні, змістивши ініціативу від Москви до Швеції та Речі Посполитої. Це також стало кінцем Лівонського королівства, яке розпалося коли Магнус відмовився від корони і оселився в Курляндії.

## Передісторія
В 1570 та 1571 роках цар Іван IV зіткнувся з внутрішніми протистояннями, кульмінацією яких став новгородський погром у січні-лютому 1570 р. та підпал Москви кримським ханом Девлет-Гіреєм. Але вже 1572 року він продовжив кампанію у Лівонській війні. Спроба контрнаступу шведів 1574 року не вдалася. Іван IV представив нову стратегію, яка базувалася на десятках тисяч власних воїнів, козаках та татарах, а не на декількох тисяч досвідчених воїнах та найманцях, як було у його суперників. Шведські сили були взяті в облогу у Ревалі (Таллінн), Дансько-норвезька Естонія була сплюндрована, так само як і центральна Лівонія аж до міста Дюнабург (Даугавпілс), з 1561 року формально під польсько-литовським сюзеренітетом. Завойовані території здавалися Івану IV чи його васалу, Магнусу, який був проголошений королем Лівонії 1570 року.
1576 рік став роком кульмінації військової кампанії Івана IV, ще 30.000 московських сил перетнуло кордон Лівонії 1577 року. Магнус упав у немилість, коли він спробував знайти союзників проти московського царя і почав підпорядковувати собі міста без консультування з царем. Коли Кокенгаузен (Кокнесе) здався Магнусу, щоб захиститися від армії царя, Іван IV розграбував місто і стратив німецьких командирів. Кампанія потім зосередилася на Вендені (Цесіс), «серці Лівонії», яке, як колишня столиця Лівонського ордену, було не тільки стратегічно важливим, а й символічним уособленням Лівонії.

## 1577

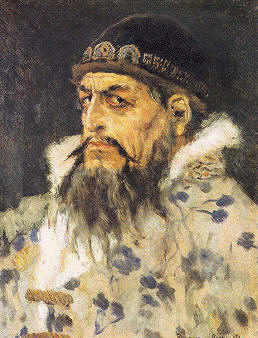
Іван IV

Влітку 1577 року, Магнус взяв у облогу Венден. Московська армія під командуванням царя Івана IV появилася під стінами міста у другій половині серпня. Іван IV арештував Магнуса, пограбував місто і взяв в облогу замок. Останні 300 захисників, чоловіки, жінки та діти, яким цар «обіцяв страшну долю», відступили до головної вежі замку й вчинили колективне самогубство, підірвавшись на 1,8 кг (4 фунти) пороху. Отже, Венден було захоплено Іваном IV у вересні, чотири новопризначені воєводи мали управляти цією провінцією Московського царства.
Захоплення Вендена стало величезною символічною перемогою для Івана IV. Із його противників у Лівонській війні, Юхан III контролював лише Реваль (Таллінн), Стефан Баторій тримав Ригу, Фредерік II був обмежений тільки островом Езель, Магнус, хоча й звільнений Іваном, відрікся трону 1578 року й оселився у Пілтене, Курляндія. Контроль московського царя над майже усією Лівонією та Естонією забезпечував гарнізон, чисельність якого становила 22.000.

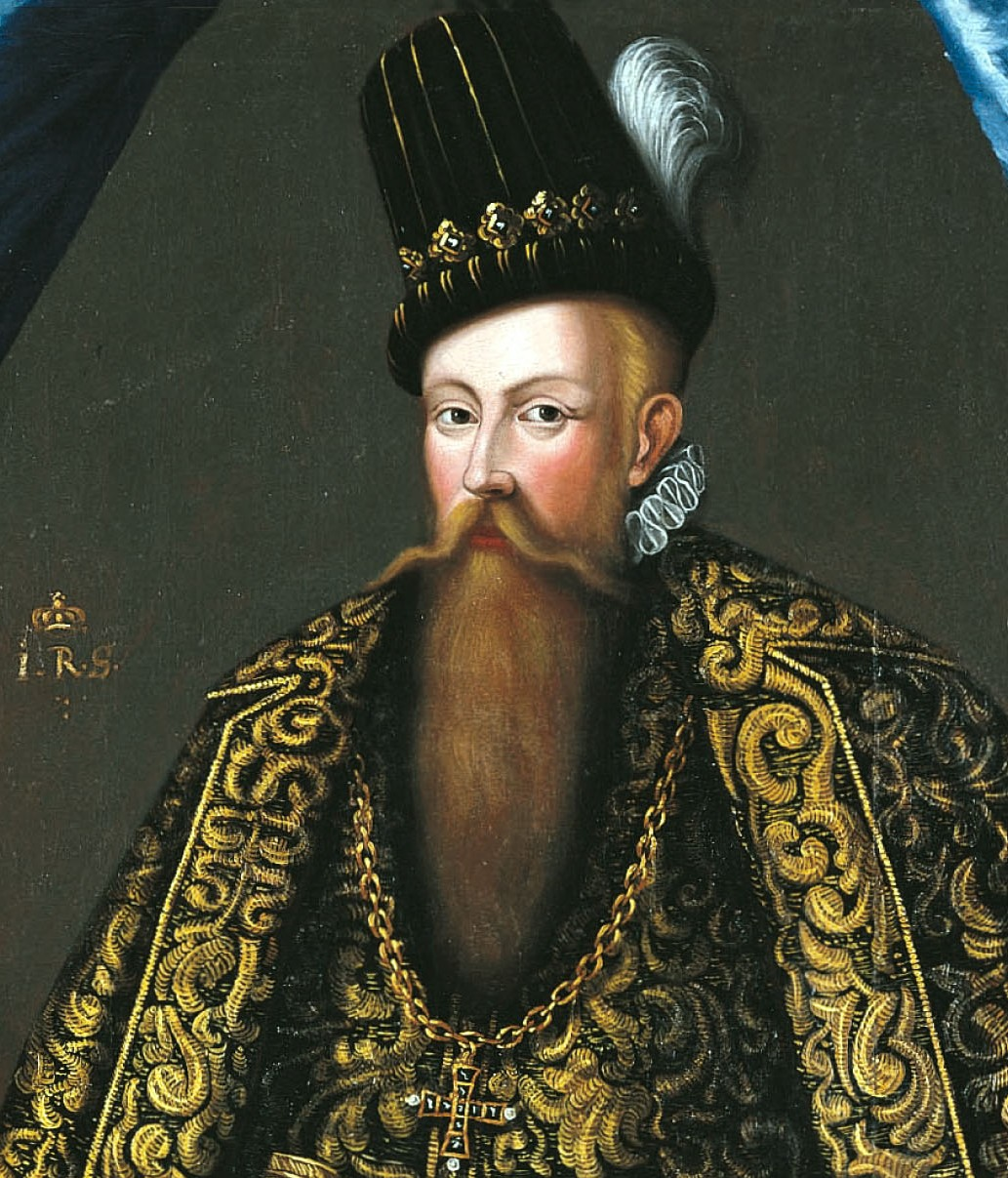
Юхан III

## 1578
Юхан III та Стефан Баторій утворили союз проти Івана IV у грудні 1577 року, після завершення Стефаном облоги Данцига. Уже у листопаді литовські сили почали наступ із півдня і захопили Дюнабург (Даугавпілс). Польсько-шведська армія взяла місто та замок Вендена на початку 1578 року. Московські війська спробували відбити місто у лютому, але не змогли.
За цим був наступ шведів, який мав на меті забрати Леаль (Ліхула), Лоде (Колувере), Гаспаль (Хаапсалу), Пернов (Пярну), Дорпат (Тарту) та Новгород. У вересні Іван IV відправив ще армію із 18.000 солдат, які відбили Обер-Пален (Пилтсамаа) у шведів і пішли на Венден.

## Завершення

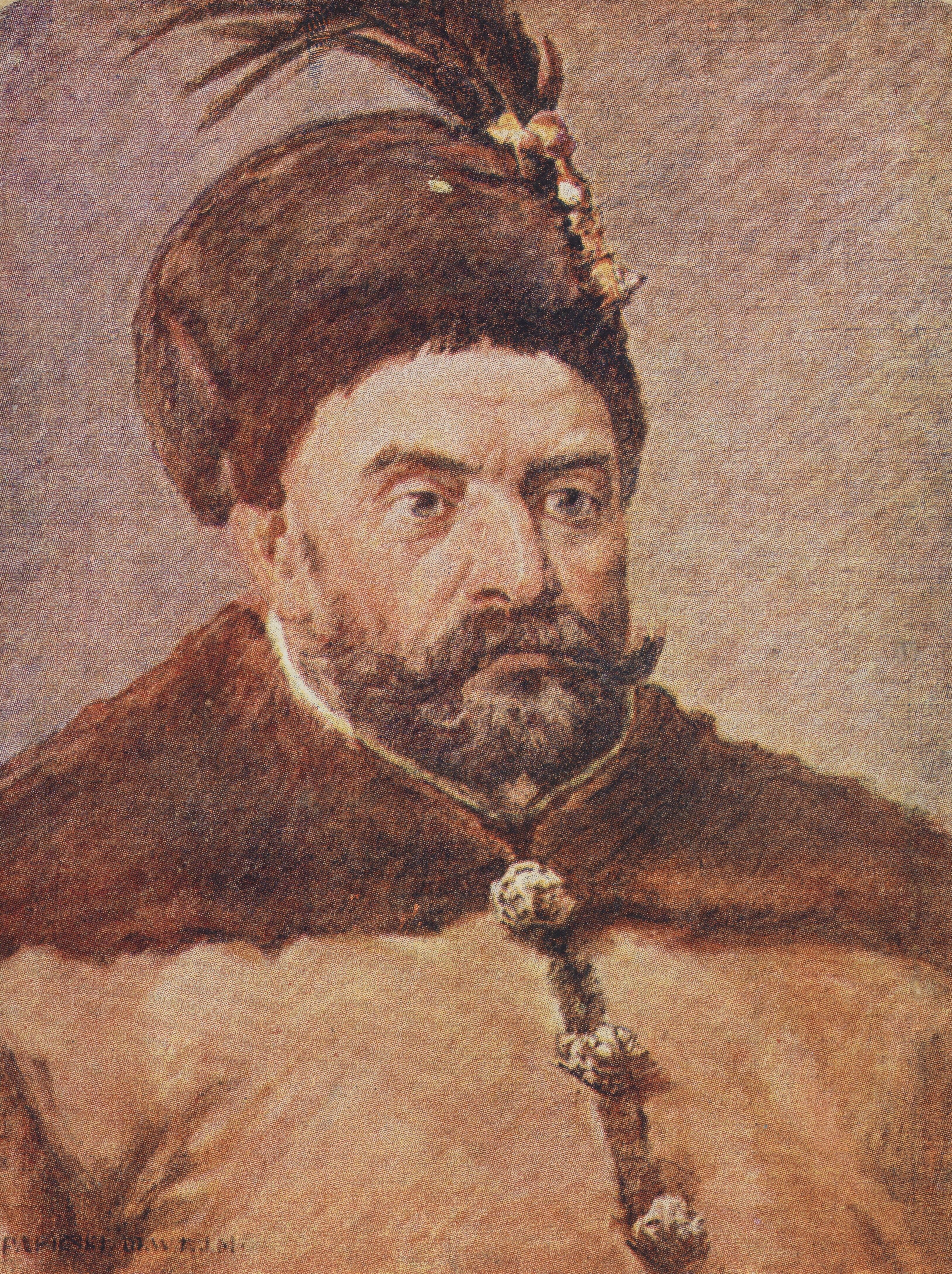
Стефан Баторій

Прибувши до Вендена, московська армія взяла місто в облогу. Чисельність війська союзників становила від 5.500 до 6.000 німецьких, польських, трансільванських, чеських та шведських солдат, і вони зійшлися із армією царя 21 жовтня. Спочатку було завдано поразки кавалерії московського війська, і її змусили воювати у відкритому полі, потім було розігнано чи взято в полон піхоту, яка готувалася до облоги. Втрати московського війська були значні, з-поміж захоплених у полон були високопоставлені бояри. Більше двадцяти одиниць облогової артилерії та багато коней було захоплено, що дозволило шведській піхоті на конях повертатися до міста Реваль.
Ця битва була незвичайною тим, що небагато битв Лівонської війни відбувалися у відкритому полі, переважно одна зі сторін захищалася із фортеці, яку противник брав у облогу. Більше того, Венден залишився єдиним випадком шведсько-польсько-литовської співпраці у битві, оскільки союз розпався незабаром.
Ця перемога союзників стала поворотним моментом війни. Іван IV вперше зазнав серйозної поразки у Лівонії. За цим була серія поразок московського війська, що змусило царя прийняти несприятливі умови Ям-Запольської мирної угоди зі Стефаном Баторієм та Плюського перемир'я із Юханом III.

## Виноски
1. 1 2 3 4  Sarmacki, Kwartalnik. Bitwa Pod Kiesią 1578. Архів оригіналу за 14 березня 2016. Процитовано 24 жовтня 2015.
2. ↑  Payne, Romanoff, 1975, с. 368.
3. 1 2 3 4 5 6 7 8 9 10 11 12 13 14 15 16 17 18 19 20 21 22 23 24  Frost, 2000, с. 28.
4. 1 2  Hedberg (1975)
5. 1 2 3 4 5  Frost, 2000, с. 27.
6. 1 2  Peterson, 2007, с. 91.
7. 1 2 3 4 5 6 7 8 9 10  Peterson, 2007, с. 93.
8. 1 2  Oakley, 1992, с. 37.
9. ↑  Angermann, 1972, с. 29.
10. 1 2 3 4 5 6 7 8 9 10 11 12 13 14 15 16 17 18  Peterson, 2007, с. 94.
11. 1 2 3 4  Roberts, 1986, с. 263.
12. ↑  Peterson, 2007, с. 95.
13. 1 2  Roberts, 1986, с. 264.
14. ↑  Roberts, 1986, с. 265.